# Halieutaea stellata
Halieutaea stellata är en fiskart som först beskrevs av Vahl, 1797.  Halieutaea stellata ingår i släktet Halieutaea och familjen Ogcocephalidae. Inga underarter finns listade i Catalogue of Life.